# خوک زگیل‌دار ویسایان
خوک زگیل‌دار ویسایان (نام علمی: Sus cebifrons) نام یک گونه از سرده خوک است.